# Канијели Сијавуш-паша
Канијели Сијавуш-паша (умро 1602) је био османски државник и велики везир у три наврата. 

## Биографија
Година рођења Сијавуш-паше није позната. Био је мађарског или хрватског порекла. Надимак "Канијели" носио је по Канижи у којој је рођен. Функцију великог везира обављао је у три наврата (1582-1584, 1586-1589 и 1592-1593). Као дете, Сијавуш-паша је отет из породице путем девширме, те је одведен у Једрене. Тамо је прешао на ислам, школовао се и напредовао у служби. Најпре је био управник ризнице, потом силахдар (старатељ о султановом оружју), а потом и мирахур (старатељ о султановом коњу). По Ибрахиму Печевији, године 1569. приликом великог пожара у Истанбулу, јаничари под командом Џафер-аге нису могли брзо угасити ватру. Сијавуш је успео да организује гашење пожара уместо растројеног Џафера. Због тога га је заменио на месту аге јаничара. Док се налазио на том положају, Сијавуш-паша је организовао пријем изасланика сафавидског владара Тахмаспа I, који је дошао да шестита новом султану долазак на престо. Сијавушев пријем добро је забележен у изворима. Персијско изасланство предводио је Токмак-кан. Чинило га је мноштво бродова и пратња од 2500 људи. Сијавушева пратња засенила је иранске изасланике. Коњи су били украшени златом и сребром, а војници обучени у нове униформе. Сијавуш је отприлике у ово време именован беглербегом Румелије. Према неким изворима, то је био и у време пријема Токмак-кана. Марта 1580. године је добио титулу везира и позван је из Софије у Истанбул. 
На место великог везира први пут је постављен 24. децембра 1582. године, заменивши Коџа Синан-пашу. Чак три пута је у наредном периоду биран на ту функцију, али изгледа да није донео никакву историјски значајну одлуку. Одбио је да узме учешћа у кампањи против Персије, због чега је први пут уклоњен са функције. Уздемир Осман-паша постављен је на његово место. Ибрахим Печевија пише да је Сијавуш-паша завидео новом везиру на успеху. Нови везир је са успехом заузео Табриз, али се у кампањи разболео и умро 29. октобра 1584. године. Хадим Месих-паша је по други пут постављен за везира. Због побуне у војсци, смењен је априла 1586. године, те је на везирски престо 15. априла поново доведен Сијавуш-паша. Финансијска ситуација у Царству се током другог везирата Сијавуш-паше погоршала због сталних ратова. Стога је везир приступио ковању новог новца. Израђено је 500 кованица од 100 дирхама сребрних. Први пут су османске власти приступиле оваквој мери 1445. године, током владавине Мехмеда II, што је довело до побуне јаничара и повратка Мурата II на престо. Девалвација из 1589. године била је највећа у турској историји. Јозеф фон Хамер сматрао је да за њу није крив Сијавуш-паша. Девалвација новца довела је до побуне јаничара. Хамер је писао да су они први пут провалили у Топкапи палату у турској историји управо током ове побуне, што није тачно, будући да се то први пут догодило 1512. године, када је војска помогла султану Селиму I да сруши Бајазита II. Међутим, побуњеници су сада по први пут захтевали од султана главе криваца за девалвацију новца. Султан Мурат III је 3. априла 1589. године приморан да "са сузама у очима" пред јаничарима погуби свог миљеника Мехмед-пашу. Сијавуш-паша је смењен са положаја великог везира. 
Ферхат-паша је био велики везир од 1591. године. У Ерзеруму током његовог мандата долази до нове побуне јаничара, чије је гушење довело до избијања јаничарске побуне у престоници. Ферхат-паша је султану дао нетачне податке о размерама побуне, умањујући тако озбиљност ситуације. Када је сазнао за право стање ствари, на пролеће 1592. године султан је сменио Ферхат-пашу и поставио марта или априла исте године Сијавуш-пашу, по трећи пут, на место великог везира. Током трећег мандата, Сијавуш-паша је водио венчање Ајше султаније и Ибрахим-паше. Нова побуна од јануара 1593. године сурово је угушена. Сијавуш је, међутим, поново смењен, а на његово место дошао је Коџа Синан-паша. 
Сијавуш-паша је након тога дуго времена живео у Ускудару. Пензија му је 3. јула 1596. године повећана и дозвољено му је да се пресели у своју кућу у Истанбулу. Примао је приходе од 500.000 акчи. Умро је 15. октобра 1602. године. Сахрањен је у турби коју је између 1582. и 1584. године саградио Мимар Синан испред турбе Мехмед-паше Соколовића у Ејупу. 

## Породица
Године 1574. или 1575. Сијавуш-паша се оженио Фатме султанијом, најмлађом ћерком Селима II и Нубану султаније. Са њом је имао два сина и ћерку. Најстарији син Синан, рођен 1575. године, умро је у доби од 25 година (1598. или 1599. године). Ћерка им је умрла 1590. године. Други син, Мустафа-паша, умро је марта 1650. године. Према натписима на турби, Сијавуш-паша је имао и другу децу: Ахмед Беј (умро 1581), Абдулкадир Беј (умро 1582), Сулејман Беј (умро 1586), Ибрахим Беј (умро у 1588). Вероватно је њихова мајка била друга жена, а не Фатма султанија. Сијавуш је имао и брата Дишленк Хусеин-пашу, који је имао сина Мехмеда-пашу.
На пролеће 1590. године, султан Мурат је Сијавуш-паши понудио руку своје кћери Фатме. Сијавуш-паша је одбио да ожени ову султанију.